# Saint-Clet, Côtes-d'Armor
Saint-Clet är en kommun i departementet Côtes-d'Armor i regionen Bretagne i nordvästra Frankrike. Kommunen ligger i kantonen Pontrieux som tillhör arrondissementet Guingamp. År 2022 hade Saint-Clet 868 invånare.

## Befolkningsutveckling
Antalet invånare i kommunen Saint-Clet
Referens:INSEE